# Australia na Mistrzostwach Świata w Lekkoatletyce 2009
Australia na Mistrzostwach Świata w Lekkoatletyce 2009 – reprezentacja Australii podczas czempionatu w Berlinie liczyła 44 zawodników. Zdobyła 4 medale, w tym dwa złote, a oprócz tego jeszcze 5 miejsc punktowanych.

## Medale
- Steve Hooker –  złoty medal w skoku o tyczce
- Dani Samuels –  złoty medal w rzucie dyskiem
- John Steffensen, Ben Offereins, Tristan Thomas i Sean Wroe –  brązowy medal w sztafecie 4 × 400 m
- Mitchell Watt –  brązowy medal w skoku w dal

## Występy reprezentantów Australii

### Mężczyźni
| Konkurencja                   | Zawodnik                                                            | Eliminacje | Eliminacje | Półfinał      | Półfinał      | Finał          | Finał          |
| Konkurencja                   | Zawodnik                                                            | Wynik      | Poz.       | Wynik         | Poz.          | Wynik          | Poz.           |
| ----------------------------- | ------------------------------------------------------------------- | ---------- | ---------- | ------------- | ------------- | -------------- | -------------- |
| Bieg na 400 m                 | Sean Wroe                                                           | 45,31      | 6.         | 45,32         | 13.           | Nie awansował  | Nie awansował  |
| Bieg na 400 m                 | John Steffensen                                                     | 45,37      | 8.         | 45,50         | 14.           | Nie awansował  | Nie awansował  |
| Bieg na 400 m                 | Joel Milburn                                                        | 45,56      | 17.        | 46,06         | 20.           | Nie awansował  | Nie awansował  |
| Bieg na 1500 m                | Jeffrey Riseley                                                     | 3:43,03    | 23.        | 3;38,00       | 18.           | Nie awansował  | Nie awansował  |
| Bieg na 1500 m                | Ryan Gregson                                                        | 3:44,79    | 34.        | Nie awansował | Nie awansował | Nie awansował  | Nie awansował  |
| Bieg na 1500 m                | Jeremy Roff                                                         | 3:47,08    | 42.        | Nie awansował | Nie awansował | Nie awansował  | Nie awansował  |
| Bieg na 5000 m                | Collis Birmingham                                                   | 13:23,48   | 12.        |               |               | 13:55,58       | 16.            |
| Bieg na 10 000 m              | David McNeill                                                       |            |            |               |               | 29:18,59       | 24.            |
| Bieg na 10 000 m              | Collis Birmingham                                                   |            |            |               |               | NU             |                |
| Maraton                       | Martin Dent                                                         |            |            |               |               | 2:16:05        | 21.            |
| Maraton                       | Andrew Letherby                                                     |            |            |               |               | 2:17:29        | 30.            |
| Maraton                       | Mark Tucker                                                         |            |            |               |               | 2:21:57        | 47.            |
| Maraton                       | Scott Westcott                                                      |            |            |               |               | 2:26:02        | 58.            |
| Bieg na 400 m przez płotki    | Tristan Thomas                                                      | 49,53      | 15.        | 49,76         | 14.           | Nie awansował  | Nie awansował  |
| Bieg na 400 m przez płotki    | Brendan Cole                                                        | 49,63      | 17.        | 49,92         | 15.           | Nie awansował  | Nie awansował  |
| Bieg na 3000 m z przeszkodami | Youcef Abdi                                                         | 8:49,88    | 34.        |               |               | Nie awansował  | Nie awansował  |
| Sztafeta 4 x 100 m            | Anthony Alozie Josh Ross Aaron Rouge-Serret Matt Davies             | 38,93      | 9.         |               |               | Nie awansowała | Nie awansowała |
| Sztafeta 4 x 400 m            | John Steffensen Ben Offereins Tristan Thomas Sean Wroe Joel Milburn | 3:02,04    | 4.         |               |               | 3:00,90        | 3.             |
| Chód na 20 km                 | Jared Tallent                                                       |            |            |               |               | 1:20:27        | 6.             |
| Chód na 20 km                 | Luke Adams                                                          |            |            |               |               | 1:22:37        | 18.            |
| Chód na 20 km                 | Adam Rutter                                                         |            |            |               |               | DQ             |                |
| Chód na 50 km                 | Luke Adams                                                          |            |            |               |               | 3:43:39        | 6.             |
| Chód na 50 km                 | Jared Tallent                                                       |            |            |               |               | 3:43:50        | 7.             |

| Konkurencja    | Zawodnik         | Kwalifikacje | Kwalifikacje | Finał         | Finał         |
| Konkurencja    | Zawodnik         | Wynik        | Poz.         | Wynik         | Poz.          |
| -------------- | ---------------- | ------------ | ------------ | ------------- | ------------- |
| Skok o tyczce  | Steve Hooker     | 5,65         | 1.           | 5,90          | 1.            |
| Skok w dal     | Mitchell Watt    | 8,14         | 5.           | 8,37          | 3.            |
| Skok w dal     | Fabrice Lapierre | 8,14         | 6.           | 8,21          | 4.            |
| Trójskok       | Alwyn Jones      | 16,57        | 25.          | Nie awansował | Nie awansował |
| Pchnięcie kulą | Justin Anlezark  | 19,94        | 14.          | Nie awansował | Nie awansował |
| Pchnięcie kulą | Scott Martin     | 19,52        | 25.          | Nie awansował | Nie awansował |
| Rzut dyskiem   | Benn Harradine   | 61,74        | 15.          | Nie awansował | Nie awansował |

### Kobiety
| Konkurencja                   | Zawodniczka                                                          | Eliminacje | Eliminacje | Półfinał       | Półfinał       | Finał          | Finał          |
| Konkurencja                   | Zawodniczka                                                          | Wynik      | Poz.       | Wynik          | Poz.           | Wynik          | Poz.           |
| ----------------------------- | -------------------------------------------------------------------- | ---------- | ---------- | -------------- | -------------- | -------------- | -------------- |
| Bieg na 800 m                 | Madeleine Pape                                                       | 2:05,95    | 31.        | Nie awansowała | Nie awansowała | Nie awansowała | Nie awansowała |
| Maraton                       | Lisa Jane Weightman                                                  |            |            |                |                | 2:30:42        | 18.            |
| Bieg na 100 m przez płotki    | Sally McLellan                                                       | 12,82      | 8.         | 12,56          | 6.             | 12,70          | 5.             |
| Bieg na 3000 m z przeszkodami | Donna MacFarlane                                                     | 9:52,46    | 36.        |                |                | Nie awansowała | Nie awansowała |
| Sztafeta 4 x 400 m            | Pirrenee Steinert Madeleine Pape Caitlin Willis-Pincott Tamsyn Lewis | 3:30,80    | 11.        |                |                | Nie awansowała | Nie awansowała |
| Chód na 20 km                 | Jess Rothwell                                                        |            |            |                |                | 1:36:01        | 22.            |
| Chód na 20 km                 | Claire Tallent                                                       |            |            |                |                | 1:38:12        | 27.            |
| Chód na 20 km                 | Cheryl Webb                                                          |            |            |                |                | DQ             |                |

| Konkurencja    | Zawodniczka      | Kwalifikacje | Kwalifikacje | Finał          | Finał          |
| Konkurencja    | Zawodniczka      | Wynik        | Poz.         | Wynik          | Poz.           |
| -------------- | ---------------- | ------------ | ------------ | -------------- | -------------- |
| Skok wzwyż     | Petrina Price    | 1,89         | 17.          | Nie awansowała | Nie awansowała |
| Rzut dyskiem   | Dani Samuels     | 62,67        | 3.           | 65,44          | 1.             |
| Rzut oszczepem | Kimberley Mickle | 57,46        | 15.          | Nie awansowała | Nie awansowała |